# Albrecht von Croÿ
Albrecht Alexander Prinz von Croÿ (* 8. Mai 1959 in Mülheim an der Ruhr) ist ein deutscher Journalist und Unternehmensberater.

## Leben
Albrecht von Croÿ wurde als Sohn von Clemens Prinz von Croÿ (1926–2014) und Marie Therese, geb. Gräfin von Schaesberg (1927–2004) geboren; die Familie gehört zum westfälischen Zweig der Adelsfamilie Croÿ.
Nach dem Abitur 1979 und dem anschließenden Wehrdienst absolvierte von Croÿ zwischen 1981 und 1983 ein Journalismus-Volontariat bei der Schwäbischen Zeitung in Leutkirch. Von 1983 bis 1985 war er beim selben Blatt als Chef vom Dienst in der Lokalredaktion Ulm tätig. Von 1985 bis 1989 studierte er Politik und Geschichte in Frankfurt am Main.
Von 1989 bis 1993 war von Croÿ Nachrichtenredakteur bei der FAZ; von 1993 bis 1999 Chef vom Dienst des FAZ-Magazins. 1999 wechselte er zur Verlagsgruppe Handelsblatt, wo er zunächst bis 2002 als Chef vom Dienst für die kurzlebige Printversion des Börsenmagazins Telebörse tätig war, anschließend bis 2003 in der Chefredaktion des Wirtschaftsmagazin €uro. Von 2003 bis 2009 war er geschäftsführender Redakteur („Redaktionsdirektor“) und Mitglied der Chefredaktion des Handelsblatts. Seit 2010 ist er als Unternehmensberater tätig, seit 2013 beim Unternehmerverbund conlab als „Senior Consultant“.
Von Croÿ lehrt seit 2014 als externer Lehrbeauftragter Politische Kommunikation und Wirtschaftskommunikation an der Hochschule Fresenius in Köln und Düsseldorf. Zwischen 2014 und 2017 war er Chefredakteur des Deutschen Adelsblatts. Seit 2016 ist er Verlagsdirektor und Mitgesellschafter des Theo-Verlags.
Er ist seit 2018 ehrenamtlicher Vizepräsident des Malteser Hilfsdienstes und Mitglied im Zentralkomitee der deutschen Katholiken.

## Veröffentlichung
- Benehmen Sie sich! Kleine Stilkunde für Manager. Hanser Verlag, München 2006, ISBN 978-3-446-40482-3.